# 인지질가수분해효소

인지질가수분해효소의 절단 부위. 인지질가수분해효소 A1과 A2의 활성을 둘 다 나타내는 효소를 인지질가수분해효소 B라고 한다.

인지질가수분해효소(燐脂質加水分解酵素, 영어: phospholipase) 또는 포스포라이페이스는 인지질을 지방산과 기타 친유성 물질들로 가수분해하는 효소이다. 산은 세포의 저장소로부터 결합된 칼슘의 방출을 유발하고 결과적으로 세포 내 과정을 조절하는 칼슘 신호전달의 필수적인 단계인 세포질의 유리 Ca2+의 농도를 증가시킨다. 인지질가수분해효소에는 A, B, C, D의 4가지 주요 부류가 있으며, 이들은 촉매하는 반응의 유형에 따라 구별된다.

## 종류
- 인지질가수분해효소 A
  - 인지질가수분해효소 A1 – SN1 아실 사슬을 절단한다(여기서 SN은 입체특이 번호를 나타냄).
  - 인지질가수분해효소 A2 – SN2 아실 사슬을 절단하고, 아라키돈산을 방출한다.
- 인지질가수분해효소 B – SN1 및 SN2 아실 사슬을 모두 절단한다. 이 효소는 또한 라이소포스포라이페이스로도 알려져 있다.
- 인지질가수분해효소 C – 인산기 앞에서 절단하여 다이아실글리세롤과 인산기를 함유한 머리 부분을 방출한다. 인지질가수분해효소 C는 신호전달에서 중심적인 역할을 하며, 2차 전달자인 이노시톨 삼중인산을 방출한다.
- 인지질가수분해효소 D – 인산기 뒤에서 절단하여 포스파티드산과 알코올을 방출한다.

인지질가수분해효소 C와D 는a포스포다이에스터레이스로 간주된다.
내피 지질가수분해효소는 주로 인지질가수분해효소이다.
인지질가수분해효소 A2는 레시틴 분자에 작용하여 두 번째 탄소 원자에 에스터화된 지방산을 가수분해한다. 이 반응의 생성물은 라이소포스파티딜콜린과 지방산이다. 인지질가수분해효소 A2는 벌과 독사의 독에 존재하는 효소이다.

## 같이 보기
- 지질가수분해효소
- 파타틴 유사 인지질가수분해효소
- 영아신경축삭퇴행위축

## 더 읽을거리
- Tappia, Paramjit S. & Dhalla, Naranjan S. (Editors): Phospholipases in Health and Disease. Springer, 2014. ISBN 978-1-4939-0463-1 [Print]; ISBN 978-1-4939-0464-8 [eBook]